# Amanita pachycolea
Amanita pachycolea (tên gọi thông thường: western grisette) là một loài nấm thuộc chi Amanita trong họ Amanitaceae. Loài này được Daniel Elliot Stuntz phát hiện lần đầu tiên và sau đó được Harry Delbert Thiers công bố vào năm 1982. Nấm phân bố ở phía tây của Bắc Mỹ, cuống nấm (stipe) không có vòng nấm (ring). Nấm pachycolea có thể dùng làm thực phẩm, nhưng không được khuyên dùng vì hình dạng giống với các loài nấm độc khác cùng chi.